# Christiaan Lodewijk I van Mecklenburg-Schwerin
Christiaan Lodewijk I van Mecklenburg-Schwerin (Schwerin, 1 december 1623 - Den Haag, 21 juni 1692) was van 1658 tot aan zijn dood hertog van Mecklenburg-Schwerin. Hij behoorde tot het huis Mecklenburg.

## Levensloop
Christiaan Lodewijk I was de oudste zoon van hertog Adolf Frederik I van Mecklenburg-Schwerin en diens echtgenote Anna Maria, dochter van graaf Enno III van Oost-Friesland. 
Op 26 augustus 1625 stelde zijn vader hem op amper eenjarige leeftijd voor als volgende diocesaan administrator van het prinsbisdom Schwerin. Na de dood van diocesaan administrator Ulrich van Denemarken in 1633, werd echter niet hij maar Albrecht von Wallenstein de volgende diocesaan administrator.
In februari 1658 volgde hij zijn vader op als hertog van Mecklenburg-Schwerin. In 1660 bouwde hij een plezierpaleis nabij het Munster van Ratzeburg. In 1662 reisde Christiaan naar Parijs om een bezoek te brengen aan het hof van koning Lodewijk XIV van Frankrijk. Op 29 september 1663 bekeerde hij zich tot het rooms-katholicisme.
In juni 1692 stierf Christiaan Lodewijk toen hij op bezoek was in Den Haag. Zijn lichaam werd per schip overgebracht naar Dömitz en vervolgens naar Schwerin gebracht. Op 24 augustus 1692 arriveerde hij zijn kist in Doberan, waarna hij werd bijgezet in het Munster van Doberan.

## Huwelijken
Op 6 juli 1650 huwde Christiaan Lodewijk in Hamburg met Christina Margaretha (1615-1666), dochter van hertog Johan Albrecht II van Mecklenburg-Güstrow en weduwe van hertog Frans Hendrik van Saksen-Lauenburg. Omdat het huwelijk kinderloos bleef, vroeg Christiaan Lodewijk de echtscheiding aan, die op 16 oktober 1660 door een geestelijk gerecht werd uitgesproken. Christina Margaretha weigerde echter de scheiding te erkennen. De scheiding werd uiteindelijk wettig verklaard door comité van tien professoren kerkrecht aan de Universiteit van Parijs en op 3 oktober 1663 door de paus aanvaard.
Op 3 maart 1664 huwde hij met Elisabeth Angelique de Montmorency (1626-1695), weduwe van hertog Gaspard IV de Coligny, zoon van de Franse maarschalk Gaspard III de Coligny. Ook dit huwelijk bleef kinderloos.
Omdat Christiaan Lodewijk I geen nakomelingen had, werd hij als hertog van Mecklenburg-Schwerin opgevolgd door zijn neef Frederik Willem.